# Station Helvoirt
Station Helvoirt (Hv) is een voormalig station aan de spoorlijn Tilburg - Nijmegen en ligt tussen de huidige stations Tilburg en 's-Hertogenbosch. Het station van Helvoirt werd geopend op 4 juni 1881 en op 15 mei 1938 gesloten. Het stationsgebouw is in 1977 gesloopt.